# 帕尔塔·萨特帕蒂
帕尔塔·萨特帕蒂（英語：Partha Satpathy，1965年3月17日—），印度外交官，現任印度駐匈牙利兼駐波斯尼亞和黑塞哥維那大使，曾任印度駐烏克蘭大使、印度駐塞內加爾大使兼駐佛得角大使、駐幾內亞比紹大使和駐岡比亞高級專員。

## 經歷
帕尔塔·萨特帕蒂生於1965年3月17日。他擁有物理學學士學位，並在印度管理研究所亞美達巴德分校取得工商管理碩士學位，後又在英國埃塞克斯人權中心獲得人權和國際法碩士學位。他對企業與人權、企業社會責任、多邊外交、金磚國家及IBSA地區的戰略動態以及知識產權領域有濃厚興趣。他喜愛戶外運動，包括高爾夫和板球。
萨特帕蒂於1990年8月加入印度外事服务。
萨特帕蒂於2012年至2015年間擔印度駐塞內加爾共和國大使，同時兼任印度駐佛得角共和國、幾內亞比紹共和國大使以及印度駐岡比亞共和國高級專員。他曾在印度駐莫斯科、維也納、巴西利亞和里斯本的使館工作，並曾任職印度外交部的聯合國司和拉美司。還曾在印度駐常駐內瓦聯合國辦事處常表團擔任公使，負責協調有關全球化、健康、國際勞動問題、氣候變遷、移民問題、有害廢物管理、環境保護及保育外交等多邊議題。
在2022年3月出任印度駐匈牙利大使之前，薩特帕蒂大使於2018年至2022年間擔任印度駐烏克蘭大使。在此之前，他曾擔任印度外交部拉丁美洲、加勒比地區及各州司的司長。2022年10月14日，被任命兼任印度駐波斯尼亞和黑塞哥維那大使。